# Medvetande
Medvetande är en individs förmåga att använda olika mentala förmågor, bland annat för att tolka omvärlden, men också för andra saker såsom att planera för framtiden, tänka på sådant som hänt eller föreställa sig andra världar genom fantasi. Medvetande och upplevelse kan till viss del sägas vara samma sak. En kamera kan inte uppleva, bara omedvetet registrera, och en dator är inte medveten om sin lagrade information. Medvetande som filosofiskt begrepp ska inte förväxlas med  "medvetande" i uttryck som 'att vara vid medvetande' som närmast kan översättas med 'att vara vaken', det vill säga i det mentala tillstånd då sinnesintryck – perception – når upp till ett visst tröskelvärde. Vår medvetna upplevelse är den mest grundläggande företeelsen i livet, vilket gör upplevelsen mycket svår att översätta i andra termer. Till exempel kan inte upplevelsen av färger förklaras för en blind person och vi kan inte heller föreställa oss hur en hund upplever att världen doftar genom sitt känsliga luktsinne.
Våra sinnesceller förmedlar rumslig och sensorisk information i form av koordinater. Detta skapar vårt medvetande i betydelsen lagring av kunskap.

## Begrepp

### Medvetandetillstånd
Medvetandetillstånd, det vill säga ett samlingsbegrepp för sinnesdata och perception samt de föreställningar, tankar och känslor som dessa skapar. Även sådant som vi normalt inte ser som direkt skapat av sinnena kan utgöra ett medvetandetillstånd, till exempel våra upplevelser i drömsömnen. Att vara omedveten betyder här att över huvud taget inte ha uppfattat något. Till exempel därför att man har uppmärksamheten riktat på något annat eller helt enkelt därför att man är medvetslös.[källa behövs]

### Det medvetna i psykoanalysen
Enligt den freudianska psykoanalysen är det medvetna (förkortat mv) den plats i själslivet där människan fortlöpande upplever sig själv och omvärlden. Medvetandet definieras framförallt av att en föreställning upplevs som närvarande i nuet. Denna föreställning kan ställas inför medvetandet antingen genom yttre varseblivning eller genom inre varseblivning; att material från det förmedvetna eller omedvetna varseblivs (”kommer från minnet” med vardagsspråk). En föreställning kan påverka oss utan att vi för den delen varseblir den, men den är då lokaliserad utanför det medvetna och vi lägger då inte märke till föreställningen. I det medvetna härskar realitetsprincipen, som innebär att lust visserligen eftersträvas, men ständigt med hänsyn till verklighetens krav, och med förmåga till modifikation, inskränkning eller uppskjutande till annan tidpunkt om så krävs. I det medvetna råder också sekundärprocesstänkande, vilket är vårt vanliga logiska tänkande. 
När en föreställning varseblivs för det medvetna så passerar föreställningen först det medvetna och sedan det förmedvetna, och i passagerna däremellan kan det råda psykisk censur. I den första fasen passerar föreställningen det omedvetna där föreställningen genomgår en prövning för att se om föreställningen, istället för att varseblivas, borde bli bortträngd. I dessa fall träder föreställningen in i det omedvetna, antingen lång- eller kortvarigt. Om föreställningen eller delar av föreställningen klarar prövningen så inträder den i det förmedvetna där den har möjlighet att bli medveten. Föreställningen är latent eller med Josef Breuers ord medvetandefähig. För att föreställningen nu ska bli medveten så måste medvetandet rikta sin uppmärksamhet mot den. I passagen från det förmedvetna till det medvetna antar Freud att det också finns en censur på plats. 
Vad som är egendomligt för den medvetna topiken är att det är här som Freud tillskriver känslorna, mot bakgrund att ”det ligger […] i känslans natur att den blir förnummen, alltså känd för medvetandet. Att känslor, förnimmelser och affekter är omedvetna skulle alltså vara uteslutet”. Därtill tillskriver han även medvetandet och nervsystemet motiliteten, alltså förmågan att nyttja muskelaktivitet. 
I läsningen av Freuds verk kan förkortningarna V-mv (varseblivande-medvetande) och fmv-mv (förmedvetna-medvetna) förekomma som synonymer. Vanligtvis beror detta på att dessa system är intimt förknippade och att de i dessa hänsyftningarna har en kvalitativ likhet.

### Medvetandegrad
Kopplat till medvetandetillstånd är begreppet medvetandegrad. Inom vården användes medvetande-begreppet för att beskriva en individs vakenhetsgrad och förmåga att använda sina olika förmågor för att tolka omvärlden. En helt vaken och psykosocial person är normalt medveten om var hon befinner sig, vem hon är och tidsaspekten samt sin relation till andra människor. En djupt medvetslös person kan reagera på smärta och ge signaler att det gör ont medan en mindre djupt medvetslös person också gör avvärjande rörelser mot det som orsakar smärtan. En helt vaken person undviker aktivt smärta och försöker att kontrollera den till exempel genom att be om smärtstillande. En mycket djupt medvetslös person reagerar kanske inte fysiskt på smärta, men antas kunna höra och försöka tolka det personen hör.

### Objektsmedvetande
Objektsmedvetande, det vill säga ett begrepp som omfattar såväl upplevelsen av ett objekt som betydelsen med denna upplevelse. En konsekvens av denna definition är att man kan skilja på sant och falskt medvetande eftersom upplevelsen är knutet till ett objekt som existerar oberoende av en persons sinnesförnimmelser. Bristande medvetande är med denna definition en bristande överensstämmelse mellan en individs uppfattning av ett objekt och detta objekts reella beskaffenhet.

### Självmedvetande
Självmedvetande, det vill säga en persons förmåga att vara medveten om att vara en medveten person. Inom filosofin har man försökt göra en distinktion mellan så kallade objektsmedvetande och självmedvetande på grund av den metafysiska problematiken med ett objekt som objektifierar sig själv. Problemet är knutet till tidsbegreppet och hur en person hanterar sina erfarenheter och minnet. Lösningarna brukar inrikta sig på att antingen inte göra en åtskillnad mellan individen och dennes medvetande eller att inte acceptera självmedvetande som ett verkligt medvetande eftersom det inte inkluderar upplevelsen av verkliga objekt. 